# Distretto di Pervomajs'kyj
Il distretto di Pervomajs'kyj (in ucraino Первомайський район?) era un distretto (rajon) dell'Ucraina, situato nell'oblast' di Charkiv. Il suo capoluogo era Pervomajs'kyj. È stato soppresso con la riforma amministrativa del 2020.